# 瀍河
瀍河在河南省洛阳市境内，发源于洛阳市孟津区会瀍沟，全长35公里，于洛阳市东注入洛河，近年瀍河已出现季节性干涸。洛阳市瀍河区因瀍河主要流经其境内而得名，是回族聚居区。